# 13221 Nao
13221 Nao eller 1997 OY är en asteroid i huvudbältet som upptäcktes den 24 juli 1997 av den japanska astronomen Akimasa Nakamura vid Kuma Kogen-observatoriet. Den är uppkallad efter upptäckarens fru, Naomi Nakamura.